# Mercy-le-Bas
Pour les articles homonymes, voir Mercy.
Mercy-le-Bas est une commune française située dans le département de Meurthe-et-Moselle en région Grand Est.

## Géographie
- 1Carte dynamique
- 2Carte OpenStreetMap
- 3Carte topographique
- 4Carte avec les communes environnantes

Mercy-le-Bas, qui compte 1 450 habitants, fait partie de l’arrondissement de Briey, canton du Pays de Briey.
C’est une des 25 communes qui composent la communauté de communes Pays de l'Audunois et du Bassin de Landres.
Située à proximité des frontières :  Luxembourg 20 km, Belgique 22 km, Allemagne 50 km.
Mercy-le-Bas est située proche des grands pôles urbains : Longwy 18 km, Longuyon 20 km, Briey 24 km, Thionville 35 km, Metz 55 km, Verdun 55 km, Nancy 110 km.
Le territoire de Mercy-le-Bas est limitrophe du territoire de sept communes. 
| Han-devant-Pierrepont | Boismont       | Bazailles     |
| Saint-Supplet         | Mercy-le-Bas   | Joppécourt    |
|                       | Xivry-Circourt | Mercy-le-Haut |

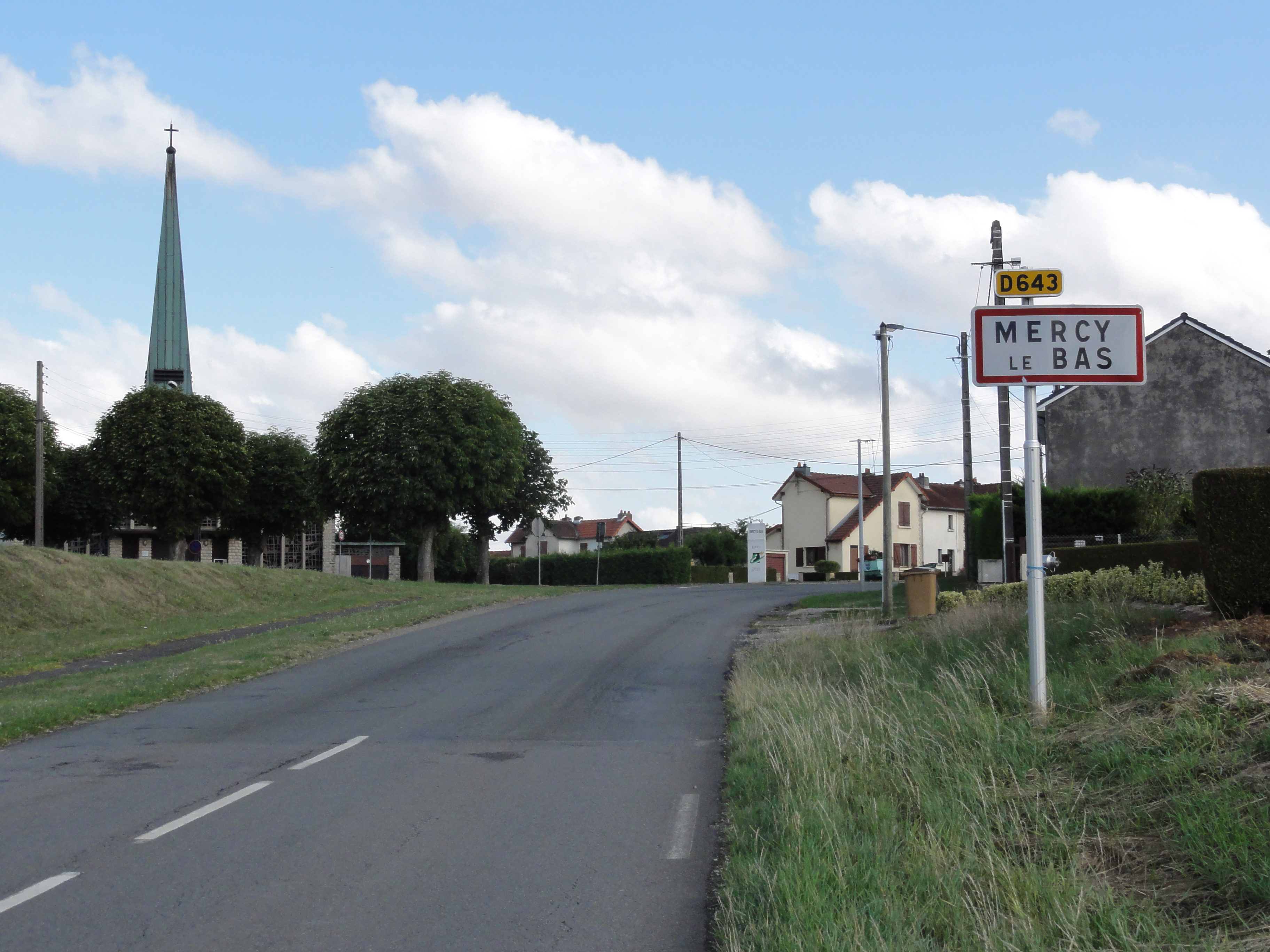
Entrée de Mercy-le-Bas.
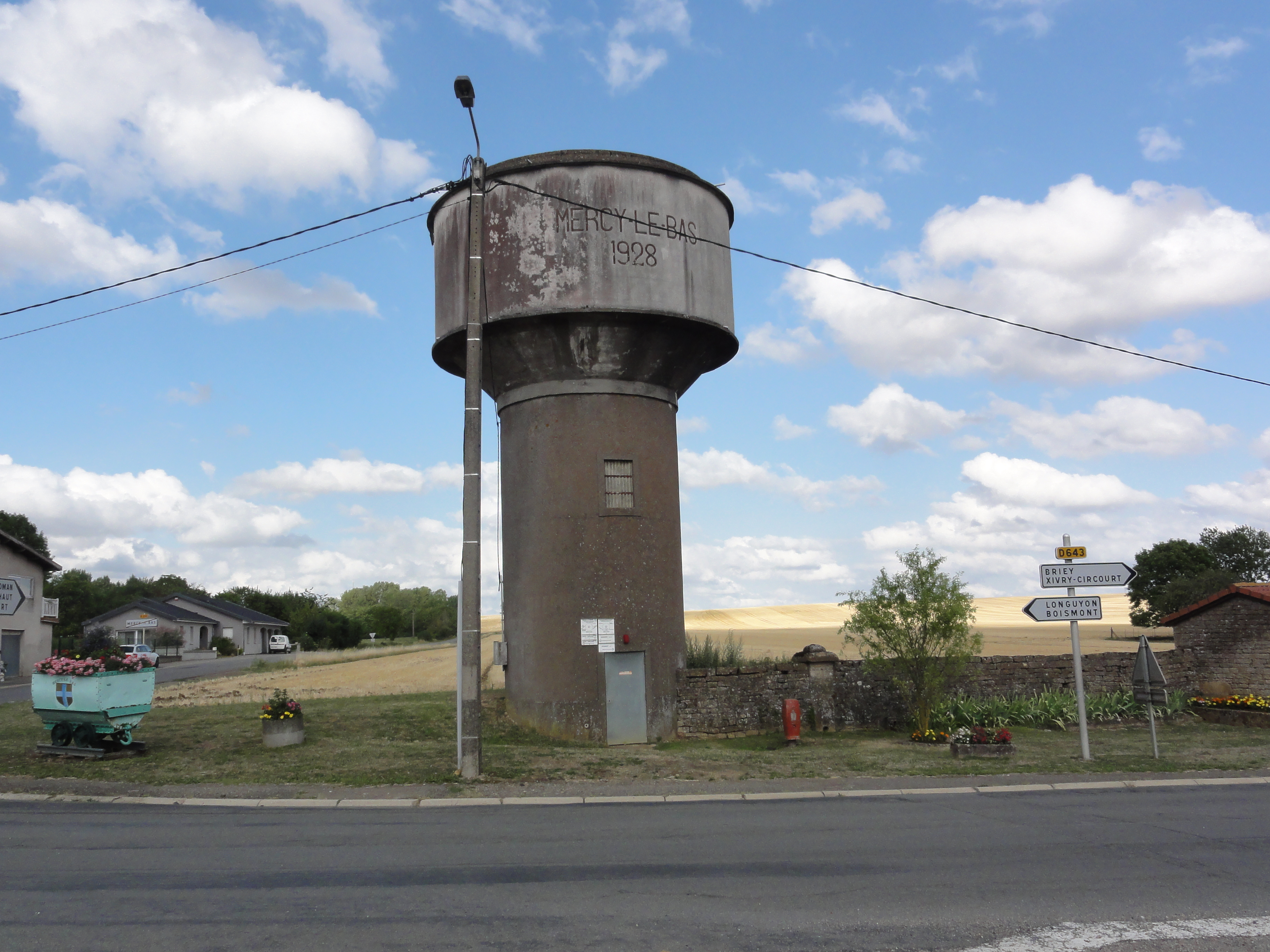
Le château d'eau.

### Hydrographie

#### Réseau hydrographique
La commune est dans le bassin versant de la Meuse au sein du bassin Rhin-Meuse. Elle est drainée par la Crusnes, le ruisseau de la Croix et le ruisseau la Pienne,.
La Crusnes, d'une longueur de 32 km, prend sa source dans la commune de Errouville et se jette  dans la Chiers à Longuyon, après avoir traversé douze communes. 

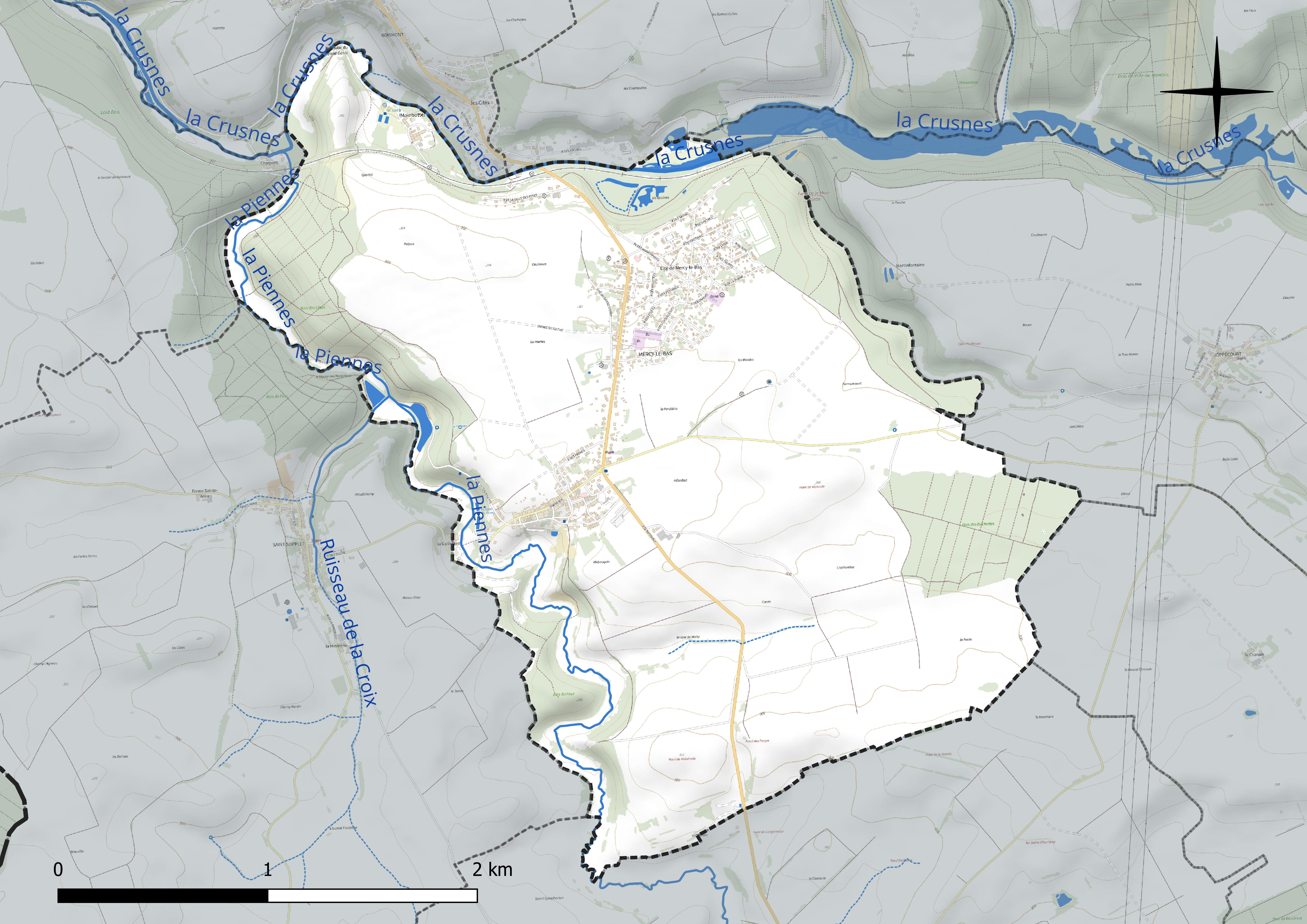
Réseau hydrographique de Mercy-le-Bas.

#### Gestion et qualité des eaux
Le territoire communal est couvert par le schéma d'aménagement et de gestion des eaux (SAGE) « Bassin ferrifère ». Ce document de planification concerne le périmètre des anciennes galeries des mines de fer, des aquifères et des bassins versants hydrographiques associés qui s’étend sur 2 418 km2. Les bassins versants concernés sont celui de la Chiers en amont de la confluence avec l'Othain, et ses affluents (la Crusnes, la Pienne, l'Othain), celui de l'Orne et ses affluents et celui de la Fensch, le Veymerange, la Kiesel et les parties françaises du bassin versant de l'Alzette et de ses affluents (Kaylbach, ruisseau de Volmerange). Il a été approuvé le 27 mars 2015. La structure porteuse de l'élaboration et de la mise en œuvre est la région Grand Est. 
La qualité des cours d’eau peut être consultée sur un site dédié géré par les agences de l’eau et l’Agence française pour la biodiversité. 

### Climat
Pour des articles plus généraux, voir Climat du Grand Est et Climat de Meurthe-et-Moselle.
En 2010, le climat de la commune est de type climat de montagne, selon une étude du Centre national de la recherche scientifique s'appuyant sur une série de données couvrant la période 1971-2000. En 2020, Météo-France publie une typologie des climats de la France métropolitaine dans laquelle la commune est exposée à un climat semi-continental et est dans la région climatique  Lorraine, plateau de Langres, Morvan, caractérisée par un hiver rude (1,5 °C), des vents modérés et des brouillards fréquents en automne et hiver. 
Pour la période 1971-2000, la température annuelle moyenne est de 9,4 °C, avec une amplitude thermique annuelle de 16,3 °C. Le cumul annuel moyen de précipitations est de 897 mm, avec 13,1 jours de précipitations en janvier et 9,4 jours en juillet. Pour la période 1991-2020, la température moyenne annuelle observée sur la station météorologique de Météo-France la plus proche, « Villette », sur la commune de Villette à 18 km à vol d'oiseau, est de 10,1 °C et le cumul annuel moyen de précipitations est de 909,4 mm. 
La température maximale relevée sur cette station est de 39 °C, atteinte le 25 juillet 2019 ; la température minimale est de −14,8 °C, atteinte le 20 décembre 2009,,. 
Les paramètres climatiques de la commune ont été estimés pour le milieu du siècle (2041-2070) selon différents scénarios d'émission de gaz à effet de serre à partir des nouvelles projections climatiques de référence DRIAS-2020. Ils sont consultables sur un site dédié publié par Météo-France en novembre 2022.

## Urbanisme

### Typologie
Au 1er janvier 2024, Mercy-le-Bas est catégorisée commune rurale à habitat dispersé, selon la nouvelle grille communale de densité à sept niveaux définie par l'Insee en 2022.
Elle est située hors unité urbaine et hors attraction des villes,.

### Occupation des sols
L'occupation des sols de la commune, telle qu'elle ressort de la base de données européenne d’occupation biophysique des sols Corine Land Cover (CLC), est marquée par l'importance des territoires agricoles (68,5 % en 2018), en diminution par rapport à 1990 (70,9 %). La répartition détaillée en 2018 est la suivante : 
terres arables (55,7 %), forêts (20,8 %), zones urbanisées (10,7 %), prairies (10,2 %), zones agricoles hétérogènes (2,7 %). L'évolution de l’occupation des sols de la commune et de ses infrastructures peut être observée sur les différentes représentations cartographiques du territoire : la carte de Cassini (XVIIIe siècle), la carte d'état-major (1820-1866) et les cartes ou photos aériennes de l'IGN pour la période actuelle (1950 à aujourd'hui).

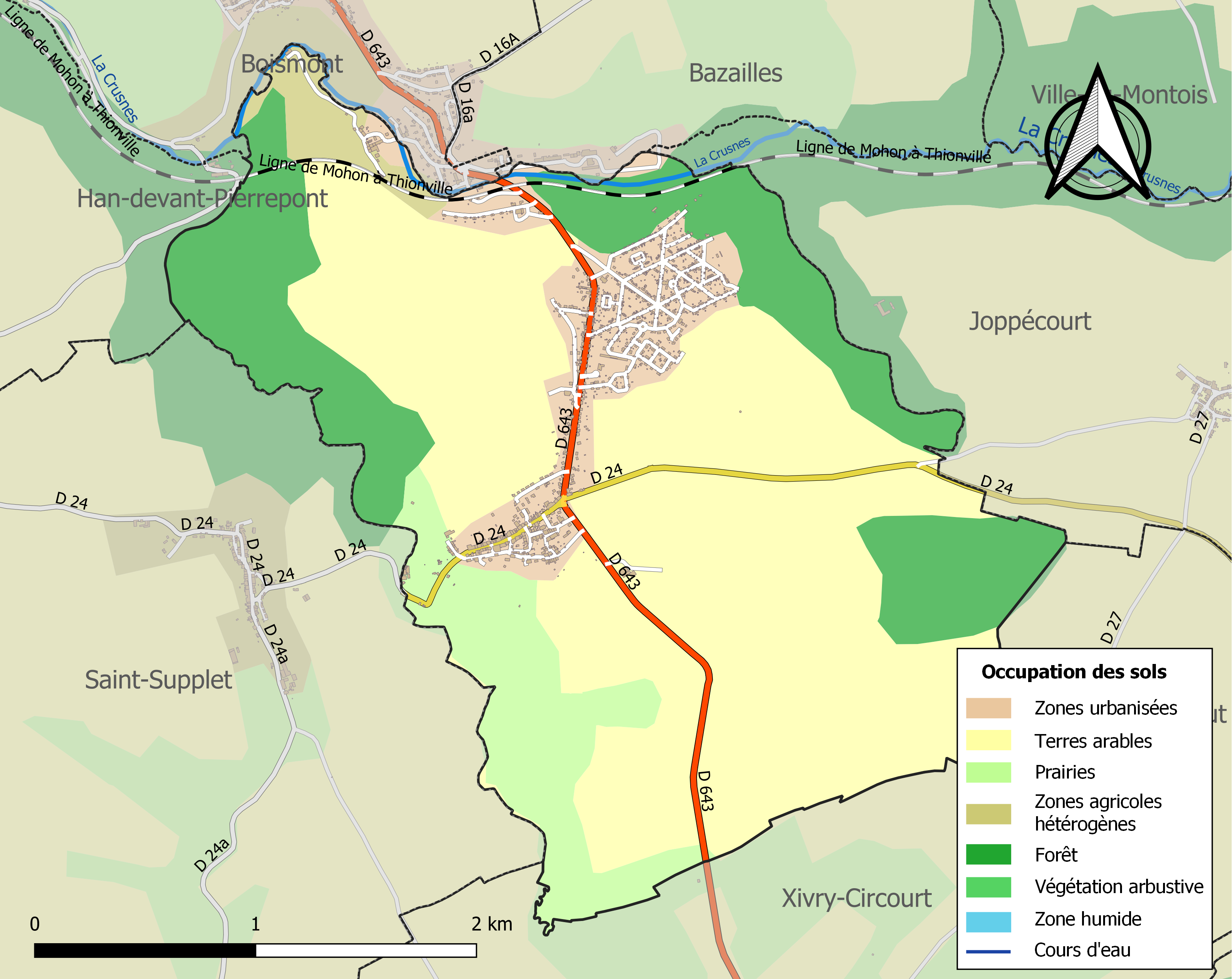
Carte des infrastructures et de l'occupation des sols de la commune en 2018 (CLC).

## Toponymie
Le nom de la localité est attesté sous les formes Marcianum (634) ; Marciacum villa (636) ; Marceium (1157) ; Mercey (1338) ; Marcey (1358) ; Marsey (1446) ; Marcey, Haut et Bas (1610) ; Mersey (1680).

Mercy-le-Bas est un village du Pays-Haut.

## Histoire
Village de l'ancienne province du Barrois. Mercy le bas est un petit village dans le quelle on peut trouver un restaurant, deux bars, également une pharmacie ainsi que deux coiffeurs ainsi qu’un foyer municipale  tous présent sur la route nationale. Non loin de là se trouve également une école maternelle et primaire petit village tranquille et paisible comportant deux églises[réf. nécessaire].

## Politique et administration
| Période                                  | Période                   | Identité                                        | Étiquette | Qualité                           |
| ---------------------------------------- | ------------------------- | ----------------------------------------------- | --------- | --------------------------------- |
| Les données manquantes sont à compléter. |                           |                                                 |           |                                   |
| mars 2001                                | mai 2020                  | Bruno Pédésini                                  |           | Retraité                          |
| mai 2020                                 | En cours (au 24 mai 2020) | Serge Ventrucci, Réélu pour le mandat 2020-2026 |           | Ancienne profession intermédiaire |

## Population et société

### Démographie
L'évolution du nombre d'habitants est connue à travers les recensements de la population effectués dans la commune depuis 1793. Pour les communes de moins de 10 000 habitants, une enquête de recensement portant sur toute la population est réalisée tous les cinq ans, les populations de référence des années intermédiaires étant quant à elles estimées par interpolation ou extrapolation. Pour la commune, le premier recensement exhaustif entrant dans le cadre du nouveau dispositif a été réalisé en 2008.

En 2022, la commune comptait 1 276 habitants, en évolution de +0,16 % par rapport à 2016 (Meurthe-et-Moselle : −0,13 %, France hors Mayotte : +2,11 %).
| 1793 | 1800 | 1806 | 1821 | 1836 | 1841 | 1861 | 1866 | 1872 |
| ---- | ---- | ---- | ---- | ---- | ---- | ---- | ---- | ---- |
| 500  | 516  | 533  | 563  | 612  | 602  | 740  | 694  | 720  |

| 1876 | 1881 | 1886 | 1891 | 1896 | 1901 | 1906 | 1911 | 1921 |
| ---- | ---- | ---- | ---- | ---- | ---- | ---- | ---- | ---- |
| 709  | 666  | 580  | 512  | 503  | 468  | 457  | 470  | 395  |

| 1926 | 1931 | 1936 | 1946  | 1954  | 1962  | 1968  | 1975  | 1982  |
| ---- | ---- | ---- | ----- | ----- | ----- | ----- | ----- | ----- |
| 410  | 659  | 745  | 1 218 | 1 595 | 1 928 | 1 788 | 1 619 | 1 428 |

| 1990  | 1999  | 2006  | 2008  | 2013  | 2018  | 2022  | - | - |
| ----- | ----- | ----- | ----- | ----- | ----- | ----- | - | - |
| 1 323 | 1 316 | 1 337 | 1 343 | 1 280 | 1 281 | 1 276 | - | - |

### Enseignement
- 1 école primaire de 10 classes (regroupement pédagogique de 5 communes)
- 1 école maternelle de 4 classes (regroupement pédagogique de 5 communes)
- 1 accueil périscolaire

### Santé
- 1 centre médical communal, ouvert tous les jours et comprenant :
  - 3 médecins généralistes
  - 1 infirmier
  - 1 podologue
  - 1 orthophoniste
  - 1 psychologue
  - 1 orthoptiste
  - 1 local pour kinésithérapeute
  - Vivre Ensemble (association d’aides à domicile)
- 1 cabinet dentaire ouvert toute la semaine
- 1 pharmacie

### Sécurité
- 1 gendarmerie

### Sports
- 1 complexe sportif foot comportant 1 terrain d’honneur et 3 d’entrainement
- 1 salle d'entraînement de judo

## Économie

### Entreprises
- 2 salons de coiffure “hommes et dames”
- 2 cafés
- 1 taxi, entreprise de 5 véhicules
- 1 agence de communication et impression.
- 1 Atelier de transfert sur textile “Marque Française de vêtements déposée“

## Culture locale et patrimoine

### Lieux et monuments
Mercy-le-Bas a gardé de nombreuses traces de son passé.

#### Édifices civils
- Lavoir tunnel. Situé dans la partie basse, au cœur du village, ce lavoir se présente sous la forme d’un tunnel demi-cylindrique, voûté en berceau, entièrement en pierres appareillées (profondeur 7,90 m - hauteur de 5,50 m). Il est le seul à avoir conservé ses abords en pavés, ce qui contribue à sa beauté. Classé au patrimoine des monuments de France, il date du XIXe siècle
- La fontenette, l'ancienne fontaine qui alimentait le village, située sur le chemin qui mène à l’étang sur un parcours promenade.
- Demeure dite Château. Demeure XVIIIe siècle appelée château par tradition orale ; cave XVIe siècle.
- Moulin, Usine à Papier à Mainbottel. Acensé en 1270 à l'abbaye de Saint-Pierremont, le moulin est possédé au XIVe siècle par les familles de Landres et de Mercy, outre l'abbaye. Encore mentionné en 1761, il est remplacé par une usine à papier, ruinée en 1792 par les guerres de la Révolution et rétablie au début du XIXe siècle. Fabriquant du papier peint, elle est la propriété de M. Gentil à partir de 1841 qui est à l'origine de son développement : 36 ouvriers en 1844, 120 en 1852. Transformée en hôpital militaire allemand pendant la guerre de 1914-1918, elle est reconvertie après la guerre en brasserie dite de Longwy qui fonctionnera jusque vers 1950. Ce site industriel se trouve à cheval sur deux communes : Mercy-le-Bas et Boismont.
- Brasserie de Longwy, située au lieu-dit Mainbottel, à cheval sur la commune de Boismont.Carte de VRP de la brasserie de Longwy, datant des années 1930

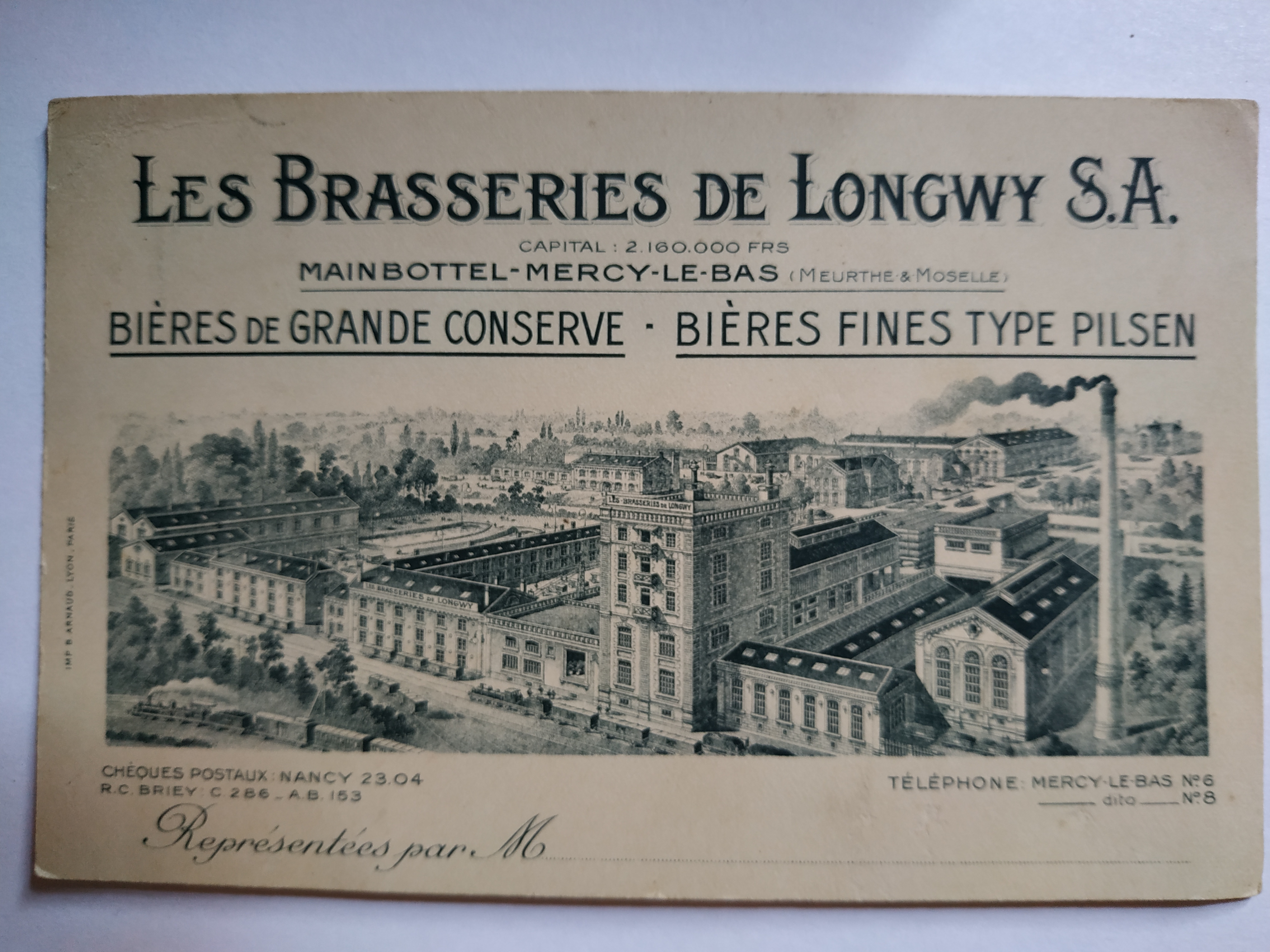
Carte de VRP de la brasserie de Longwy, datant des années 1930

#### Édifices religieux
- Église Saint-Rémy de Mercy-le-Bas, église paroissiale du XIIIe siècle dont il subsiste le chœur et les trois dernières travées de la nef. Chœur exhaussé au XVIe siècle dans un but défensif et revoûté d'ogives, en même temps que la nef est partiellement repercée. 1re travée de la nef et tour clocher reconstruites en 1770 (date portée par le tympan du portail occidental), nef partiellement repercée au XVIIIe siècle, sacristie XVIIIe siècle. Armoire eucharistique construite fin XVe siècle dans le pan nord-est du chœur, aux frais de la famille de Vicrange.
- Chapelle Sainte-Anne, les moines qui vivaient sur la commune venaient y prier tous les jours. Située Grande Rue, cette église dite chapelle a été construite courant XVIIe siècle ou début XVIIIe siècle. L'intérieur de la chapelle a été saccagé entre 1973 et 1987 et elle a été restaurée grâce à la générosité d’un habitant de la commune. Elle se trouve à l’entrée du village, en bordure de la route nationale 43.
- Chapelle Notre-Dame-de-Lourdes aux Cités[23].

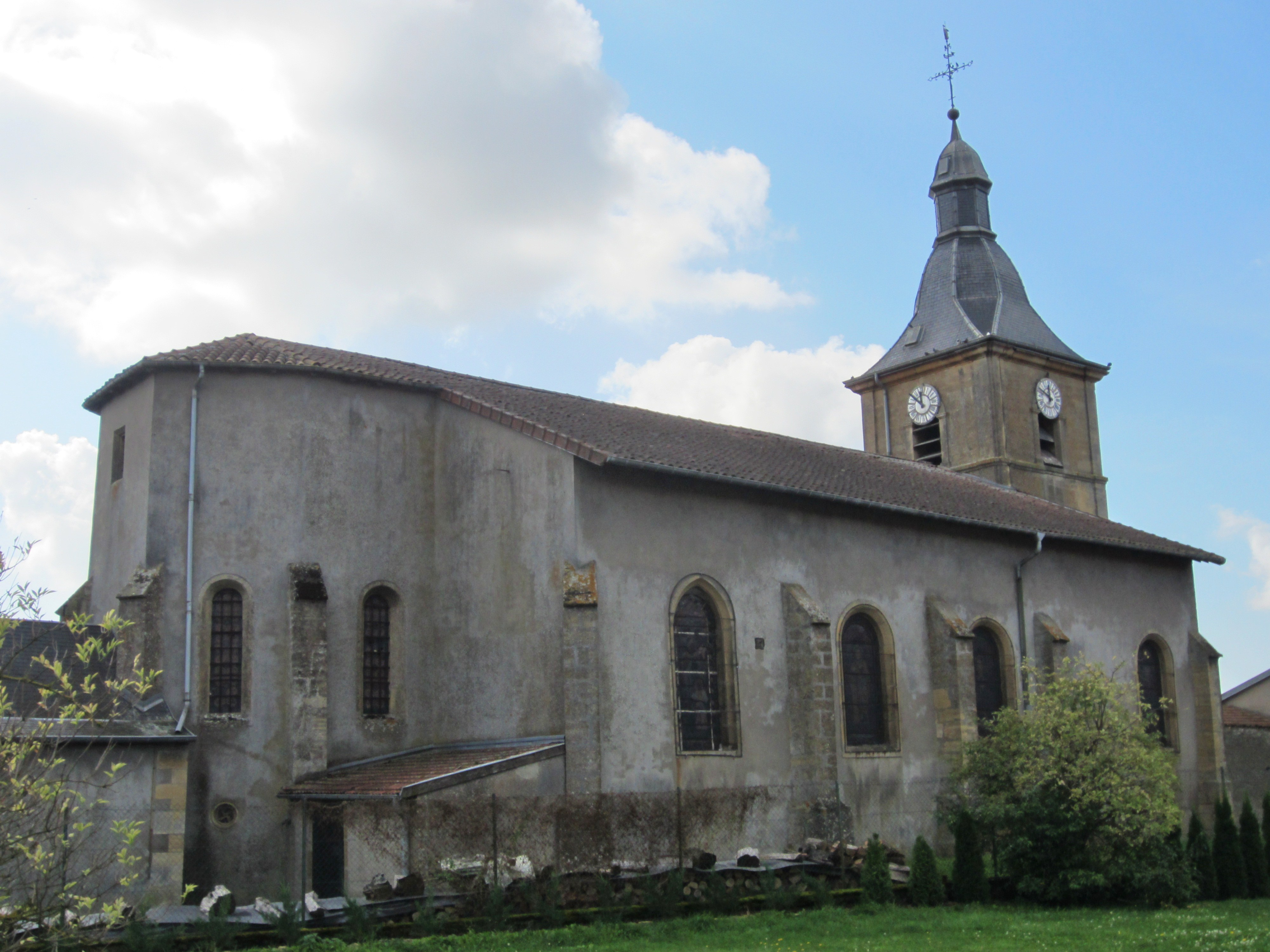
Église Saint-Rémy.
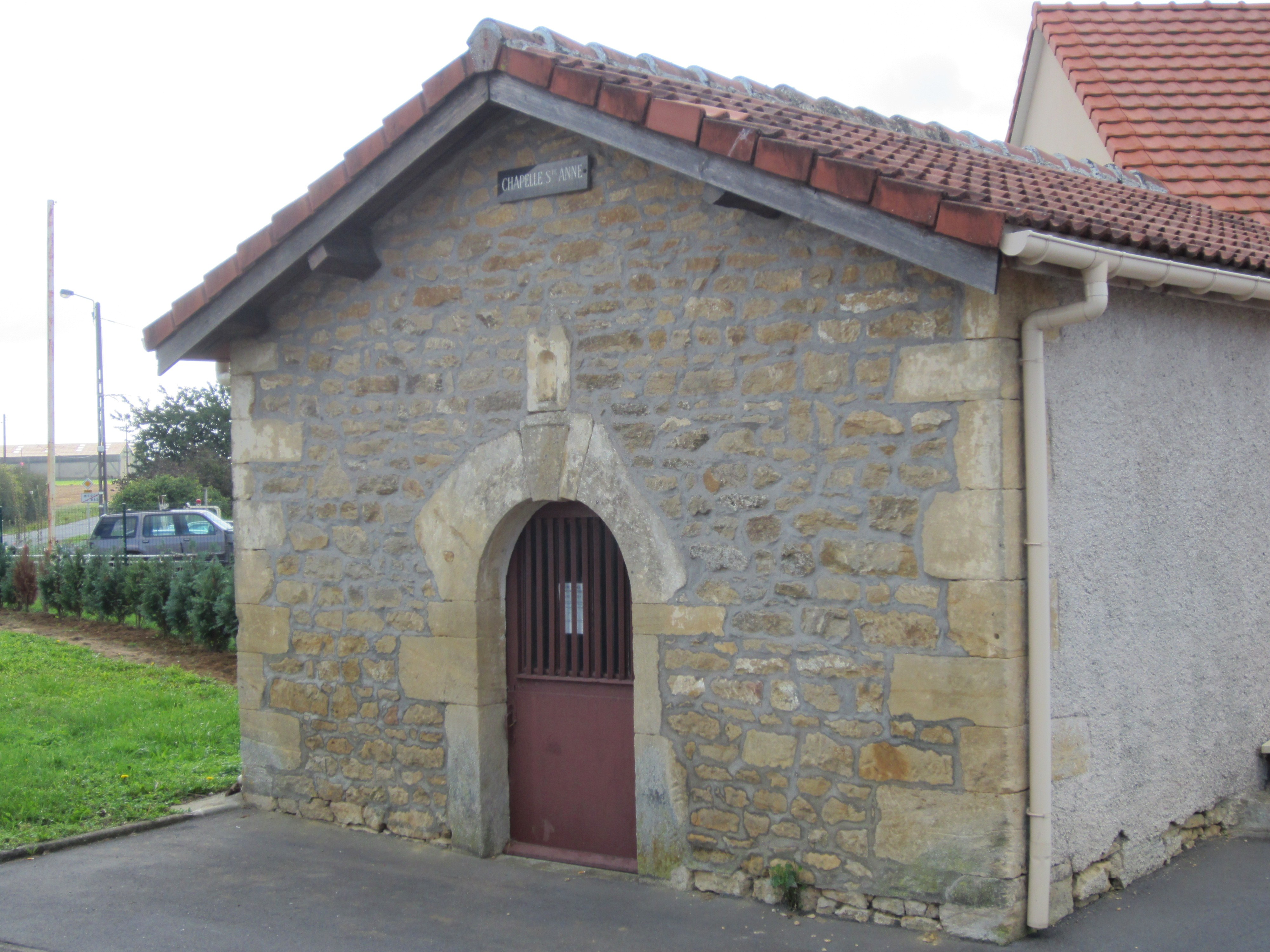
Chapelle Sainte-Anne.
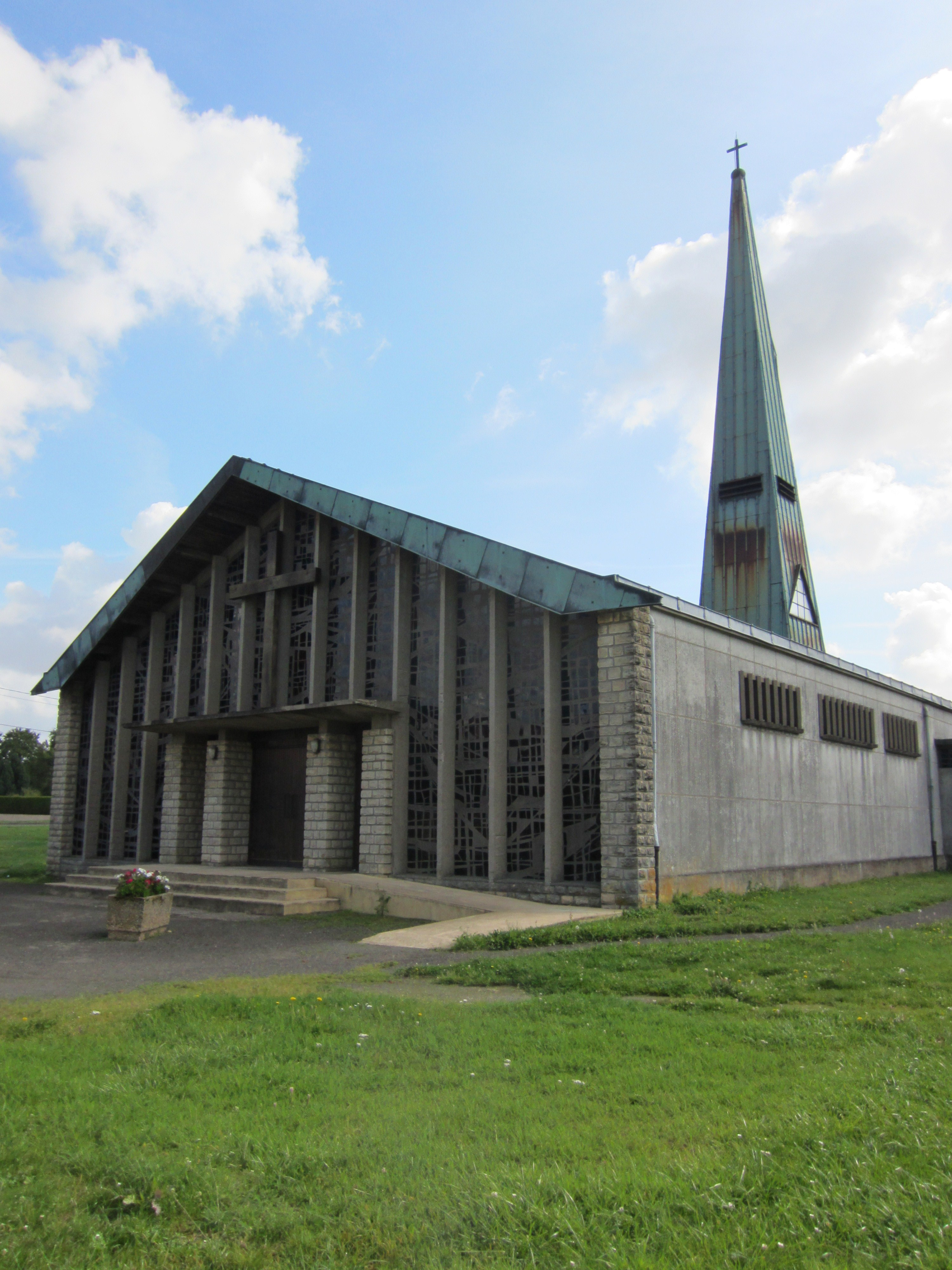
Chapelle Notre-Dame-de-Lourdes aux Cités.

### Patrimoine naturel
- L'étang communal. Niché au creux de la vallée, à 800 mètres de la localité, c’est un des plus beaux endroits de la région. Ce lieu privilégié est à proximité des parcours promenades. Moyennant une faible participation, vous pouvez prendre une carte de pêche valable toute l’année. On y rencontre carpes, brochets et autres poissons d’eau douce.

### Équipements culturels
- 1 foyer municipal, bar et cuisine équipés (accueil de 200 à 300 personnes)
- 1 salle de réception “Ste BARBE”, cuisine équipée (50 personnes)

### Personnalités liées à la commune
- Marc Jacquet, né le 17 février 1913 au 3 Grand Rue à Mercy-le-Bas. Lieutenant dans l'aviation, il rejoint de Gaulle à Londres en 1939. Son pseudo comme chef de la résistance était Capitaine Vautier. Il a été ministre des Transports sous Pompidou, le 6 décembre 1962. Il devient maire de Melun en 1971. Il meurt le 18 avril 1983.
- Daniel Ugolini, footballeur né en 1942 à Mercy-le-Bas.

### Héraldique
| Blason de Mercy-le-Bas | Blason  | D'or à la croix d'azur.                          |
| Blason de Mercy-le-Bas | Détails | Le statut officiel du blason reste à déterminer. |